# مناطق النفوذ
```
مصطلح يُطلق على المناطق التي تسيطر عليها جهة معيّنة، ويعرف 
النفوذ
 أيضاً بأنه: احتلال دولة ما مساحات من أراضي دول أخرى، وفرض السيطرة عليها بالقوة العسكريّة، حتى تصبح تحت سيادتها، وتمتلك قدرة على التحكم بها، وهذا ما يدلّ على كلمة (نفوذ)، ويعود ظهور هذا المصطلح إلى بدايات القرن العشرين، مع اندلاع الحروب العالميّة، والتي لحقتها العديد من الحروب الدوليّة الأخرى، لذلك ارتبط مفهوم مناطق النفوذ مع العوامل السياسيّة المحيطة في دول العالم. فقامن على ذلك
```

## مناطق النفوذ
و من هنا يمكن تعريف مناطق النفوذ علي انها المناطق الواقعة تحت سيطرة الدول القوية بصفة مباشرة أو غير مباشرة في المجال: الاقتصادي ، السياسي ، العسكري... لارتباط مصالحها.